# Kleopatra

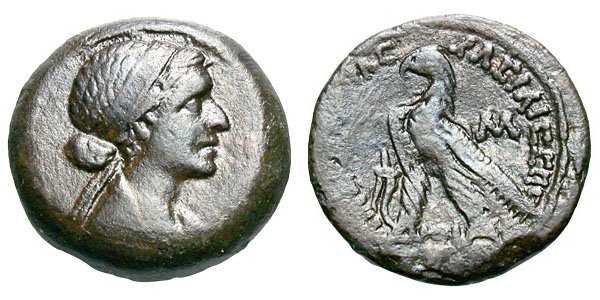
Wizerunek Kleopatry VII na brązowej monecie 40-drachmowej wybitej za jej panowania w Aleksandrii

Kleopatra VII Filopator, Kleopatra Wielka (stgr. Κλεοπάτρα Φιλοπάτωρ; ur. 69 rok p.n.e., zm. 12 sierpnia 30 roku p.n.e. w Aleksandrii) – ostatnia królowa hellenistycznego Egiptu, panująca w latach 51–30 p.n.e. 
Nosiła tytuły: Królowa, Nowa Bogini, Bogini Miłująca Ojca, Bogini Miłująca Ojczyznę. Była córką Ptolemeusza XII Auletesa. Po wstąpieniu na tron poślubiła swego brata Ptolemeusza XIII. Wskutek dworskich intryg opuściła Egipt i udała się do Palestyny, gdzie zdobyła poparcie Cezara, z którym miała syna, Ptolemeusza XV Cezariona. Dzięki interwencji wojskowej Cezara powróciła na tron egipski. Po śmierci Ptolemeusza XIII, który zginął na skutek zamieszek antyrzymskich w Aleksandrii, Kleopatra poślubiła drugiego brata, Ptolemeusza XIV. Z nim odbyła podróż do Rzymu w celu wzmocnienia więzi politycznych pomiędzy obydwoma państwami. Po śmierci Cezara powróciła do Egiptu i rozkazała zamordować małżonka, po czym objęła rządy w imieniu małoletniego Cezariona.
W trwającej w Rzymie wojnie domowej Kleopatra poparła zwolenników Oktawiana Augusta i Marka Antoniusza. W 42 roku p.n.e. osobiście poznała tego drugiego, czego skutkiem był długoletni związek uczuciowy. W późniejszym konflikcie pomiędzy Oktawianem a Antoniuszem opowiedziała się za kochankiem, z którym miała troje dzieci: bliźnięta Aleksandra Heliosa i Kleopatrę Selene oraz syna Ptolemeusza Filadelfosa. Oktawian w bitwie pod Akcjum w 31 roku p.n.e. pokonał połączone siły Antoniusza i Kleopatry, po czym wkroczył do Egiptu. Kleopatra po nieudanych pertraktacjach ze zwycięzcą, polegających na dążeniu do zapewnienia władzy w Egipcie swoim potomkom, 12 sierpnia 30 roku p.n.e. popełniła samobójstwo.

## Życie i rządy

### Młodość
Kleopatra była córką Ptolemeusza XII Auletesa i nieznanej z imienia matki, prawdopodobnie pochodzącej z rodu kapłanów Ptaha z Memfis i będącej królewską małżonką niższej rangi. Ptolemeusz XII Auletes zmarł w 51 roku p.n.e. Siedemnastoletnia wówczas Kleopatra i jej rodzony brat, dziesięcioletni Ptolemeusz XIII, objęli władzę i zgodnie z tradycją egipską zawarli małżeństwo.

### Konflikt z Ptolemeuszem XIII
Młody Ptolemeusz XIII popadł w zależność polityczną od własnych dostojników dworu: eunucha Pothejnosa, nauczyciela króla, retora Theodetesa z Chios oraz dowódcy armii Achillasa, którzy dążyli do odsunięcia królowej od władzy. Kleopatra w 49 roku p.n.e. zmuszona była opuścić kraj i udać się do Palestyny, gdzie za własne fundusze przystąpiła do organizowania wojska najemnego. Na wieść o tym stronnictwo króla zaczęło przygotowywać się do odparcia możliwego najazdu, gromadząc siły w portowym mieście Peluzjum. Podczas spotkania obu armii w 48 roku p.n.e. do portu przybił statek Pompejusza, uciekającego po klęsce pod Farsalos poniesionej w walce z Cezarem. Dla przypodobania się Rzymowi stronnicy Ptolemeusza XIII zamordowali zbiega, czym wywołali niezadowolenie Cezara.

### Sojusz i związek z Juliuszem Cezarem
Kleopatra wzięła z sobą jednego ze swych zaufanych ludzi, Apollodora z Sycylii, wsiadła z nim do łodzi i gdy się już ściemniło, podpłynęła na niej pod pałac królewski. Nie mogąc się inaczej ukryć, weszła do skórzanego worka na pościel, ułożyła się w nim wzdłuż, po czym Apollodor zasznurował worek rzemieniem i tak go poniósł wprost do Cezara.

Cezar w konflikcie pomiędzy parą królewską poparł Kleopatrę, która już podczas swego pobytu w Aleksandrii została jego kochanką. Zażądał, aby Ptolemeusz XIII rozpuścił armię i pogodził się z żoną-siostrą. Ponadto król egipski miał unormować kwestię zaciągniętego przez swojego poprzednika długu. Ingerencja Cezara wywołała niezadowolenie społeczeństwa egipskiego. Przeciwko niemu i królowej wybuchł bunt, który był akceptowany przez Ptolemeusza XIII i Arsinoe IV, młodszą siostrę pary królewskiej. Dla poskromienia powstania sprowadzono rzymskie posiłki z Syrii i Palestyny. Ptolemeusz zginął na skutek walk w 47 roku p.n.e., zaś Kleopatra poślubiła swego przyrodniego brata Ptolemeusza XIV.
Po spacyfikowaniu Aleksandrii Kleopatra i Cezar udali się w podróż na południe wzdłuż Nilu. Pod koniec kwietnia 47 roku p.n.e. Cezar opuścił Egipt, pozostawiając w Aleksandrii trzy legiony (w późniejszych czasach garnizon zasilono jeszcze czwartym legionem). Kilka tygodni po wyjeździe Cezara królowa urodziła syna, któremu nadała imiona Ptolemeusz Cezar, lecz nazywano go powszechnie Cezarionem, czyli małym Cezarem. W połowie 46 roku p.n.e. Kleopatra ze swym małżonkiem udała się do Italii w celu odnowienia sojuszu z Rzymem. Po śmierci Cezara została zmuszona do opuszczenia stolicy imperium.

### Rządy w Egipcie w imieniu syna

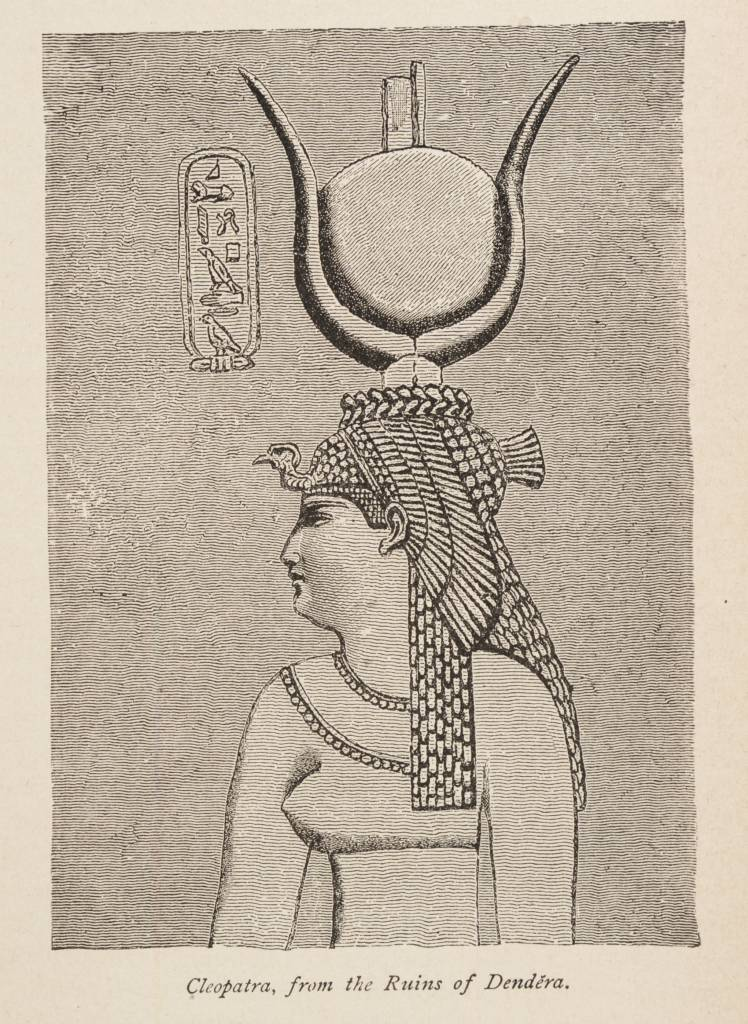
Wyobrażenie Kleopatry jako bogini Izydy – płaskorzeźba ze świątyni w Denderze (rycina, 1884)

Po powrocie do Egiptu Ptolemeusz XIV w 44 roku p.n.e. został skrytobójczo zamordowany z rozkazu małżonki. Kleopatra objęła rządy w imieniu swego syna Cezariona, który wstąpił na tron jako Ptolemeusz XV z przydomkami Filopator, tj. kochający ojca, i Filometor, tj. kochający matkę. W okresie, gdy po śmierci Cezara w Rzymie wybuchła wojna domowa, decydująca o przyszłych losach państwa rzymskiego, Kleopatra poparła cezarianów na Wschodzie. W bitwie pod Filippi w 42 roku p.n.e. zwyciężyli zwolennicy cesarstwa pod wodzą Marka Antoniusza i Oktawiana Augusta. Kleopatra mogła liczyć, że zwycięzcy wesprą pozycję jej syna w Egipcie. Antoniusz wezwał ją do Tarsu, gdzie trwały rozmowy w sprawie organizacji nowego porządku na Wschodzie. W ich trakcie między wodzem rzymskim a królową egipską narodził się związek.

### Sojusz i związek z Markiem Antoniuszem
Kleopatra umiała pochlebstwa dzielić nie na czworo, jak mówi Platon, lecz na wielokroć: czy Antoniusz chciał poważnego działania czy żartów, stale dawała mu jakąś nową i pochlebną przyjemność i wychowywała go sobie niczym dziecko, nie opuszczając go ni dniem, ni nocą. Razem z nim grała w kości, razem piła, chodziła na polowania, przyglądała się mu w czasie ćwiczeń z bronią.

W zimie 41–40 roku p.n.e. Antoniusz przebywał wraz z Kleopatrą w Aleksandrii. Musiał jednak opuścić królową z kilku powodów. Po pierwsze, organizował wyprawę przeciwko Partom, po drugie, miał zamiar zrealizować plan poślubienia Oktawii, siostry Oktawiana Augusta, w celach politycznych. Kleopatra, która pozostała w Egipcie, urodziła Antoniuszowi bliźnięta Aleksandra Heliosa i Kleopatrę Selene. Imiona nadane dzieciom, zdaniem niektórych badaczy, mogły nawiązywać do tytułu króla Partów: Brat Słońca i Księżyca, choć niewykluczone, że nie miały żadnych podtekstów politycznych. Nauczycielem bliźniąt był historyk Mikołaj z Damaszku.

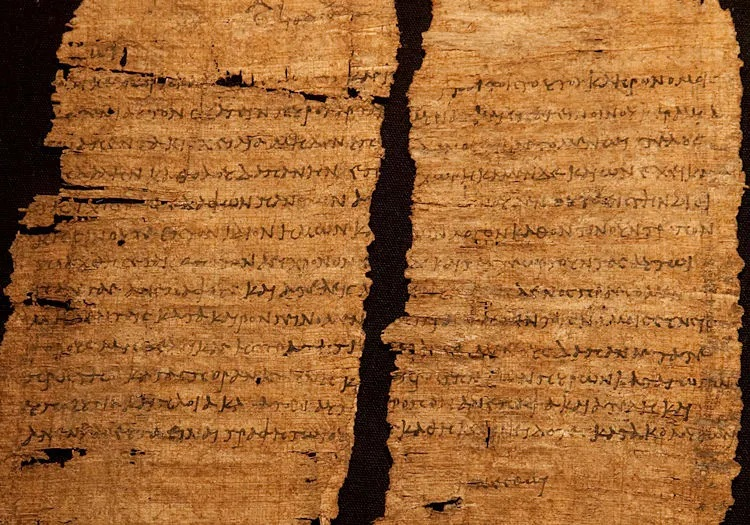
Papirus urzędowy z sygnaturą Kleopatry

Sojusz pomiędzy rezydującym w Antiochii Antoniuszem a przebywającym w Rzymie Oktawianem nie był długotrwały. W 37 roku p.n.e. Antoniusz odesłał żonę do Rzymu. Do Antiochii wezwał Kleopatrę. Wpływ na tę decyzję miały zarówno jego uczucia do królowej, jak i potrzeba poparcia ze strony Egiptu w wojnie z Rzymem. Kleopatra, również darząca miłością Antoniusza, miała w konflikcie Antoniusza z Oktawianem cel polityczny. Przybyła do Antiochii z dziećmi Antoniusza. Nie jest pewne, czy w 37 roku p.n.e. doszło pomiędzy nimi do małżeństwa. Nawet gdyby zostało ono zawarte, nie miałoby mocy prawnej w świetle prawa rzymskiego, gdyż Kleopatra nie była obywatelką Rzymu.
Na skutek sojuszu politycznego Kleopatry i Antoniusza Egipt rozszerzył swoje granice o Cypr, Cyrenajkę, część Cylicji, Krety i obszarów zamieszkanych przez Arabów Nabatejskich, a także ziemie Iturejczyków z ich najważniejszym miastem Chalkis i środkową część wybrzeża fenickiego. Mimo nacisków Kleopatry Antoniusz nie oddał Egiptowi Judei, rządzonej przez Heroda Wielkiego. Znaczenie Egiptu dla skonfliktowanego z Oktawianem Antoniusza wzrosło w tym okresie, o czym świadczy kilka faktów. Po zwycięstwie nad Partami Antoniusz odbył triumf w Aleksandrii, a nie zgodnie z tradycją w Rzymie. Podczas uroczystości Kleopatra otrzymała tytuł królowej królów, a Cezarion – króla królów. Swoim dzieciom Antoniusz wykroił królestwa z obszarów Wschodu rzymskiego oraz z terytoriów Wschodu partyjskiego i nierzymskiego, które planował podbić. Aleksander Helios w przyszłości miał otrzymać Armenię i ziemie na wschód od Eufratu, Kleopatra Selene II objęła panowanie w Libii i Cyrenajce. Najmłodszy syn Kleopatry i Antoniusza – Ptolemeusz Filadelfos, miał sprawować rządy na ziemiach na zachód od Eufratu – od Hellespontu do Fenicji.

### Epilog
We wrześniu 31 roku p.n.e. doszło do bitwy pod Akcjum pomiędzy wojskami Oktawiana i Antoniusza, wspieranego przez Kleopatrę. Antoniusz poniósł klęskę. Dziesięć miesięcy później Oktawian wkroczył do Egiptu. Marek Antoniusz popełnił samobójstwo. Kleopatra zaś podjęła działania na rzecz zachowania niezależności królestwa i zapewnienia swoim dzieciom władzy. Pertraktacje z Oktawianem nie przyniosły jednak pomyślnych rezultatów. Obawiał się on politycznego wzmocnienia Cezariona i skupienia się wokół niego przeciwników rzymskiego panowania w Egipcie.

## Śmierć
Uważa się, że 12 sierpnia 30 roku p.n.e. Kleopatra popełniła samobójstwo przez dopuszczenie do ukąszenia jadowitego węża lub przez spożycie trucizny, gdy okazało się, że żadne jej próby zachowania niezależności królestwa i zapewnienia swoim dzieciom władzy nie przynoszą spodziewanych wyników.

(...) zastali Kleopatrę nieżywą na złotym łożu przyozdobionym po królewsku. Z owych dwu kobiet jedna, już martwa u stóp jej leżała, a druga, Charmiona, już osłabiona, z bólem głowy, przyozdabiała głowę Kleopatry w diadem. Ktoś się odezwał zagniewany: „Tak Charmiono? To pięknie?” – odpowiedziała: „Bardzo pięknie. I należy się potomkini tak mnogich królów”. I nie rzekłszy nic więcej tamże upadła koło łoża martwa.

Istnieje jednak teoria, według której Kleopatra nie popełniła samobójstwa, a została zamordowana na zlecenie Oktawiana.

## Kleopatra w kulturze masowej
Wizerunek Kleopatry znajduje się na egipskich monetach obiegowych o nominale 50 piastrów bitych z przerwami od 2005 roku. 
Malarstwo

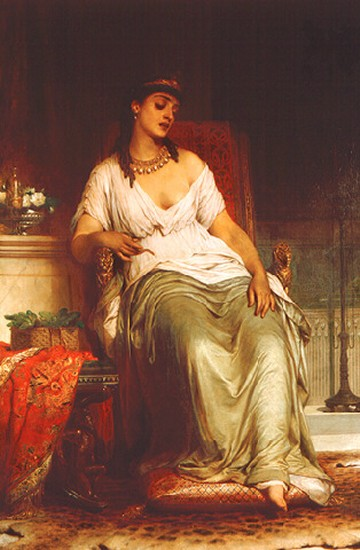
Frank B. Dicksee – Kleopatra
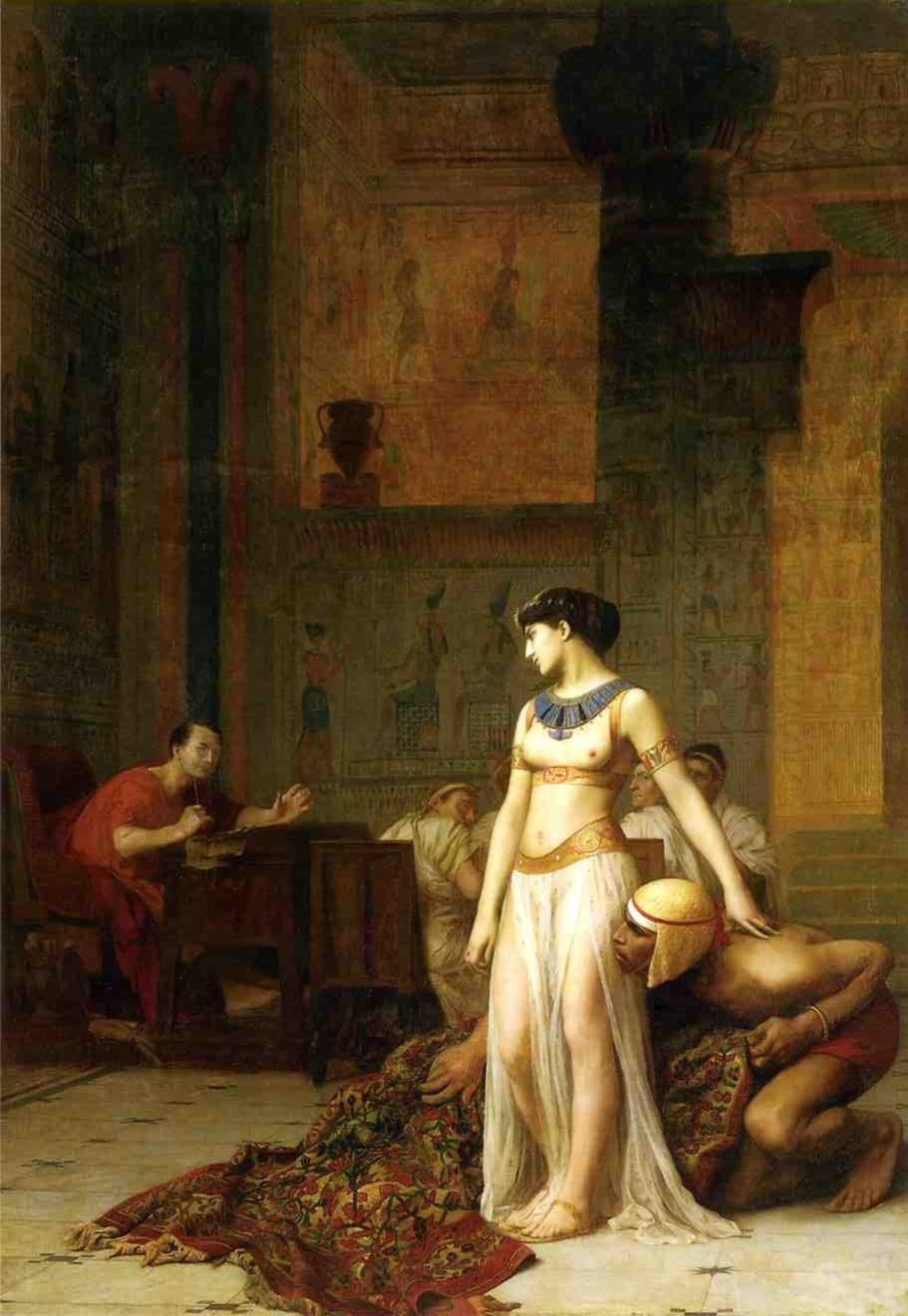
Jean-Léon Gérôme – Kleopatra i Juliusz Cezar (1866)
Guido Cagnacci – Samobójstwo Kleopatry (1658)
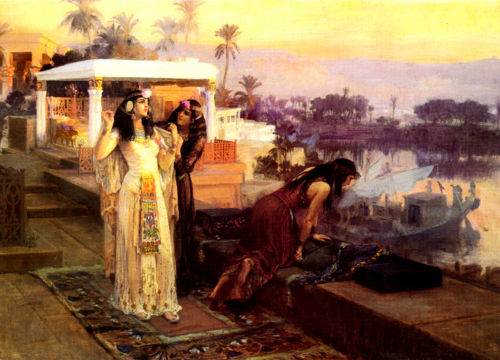
Frederick A. Bridgman – Kleopatra na tarasach wyspy File (mal. Frederick A. Bridgman, 1896)
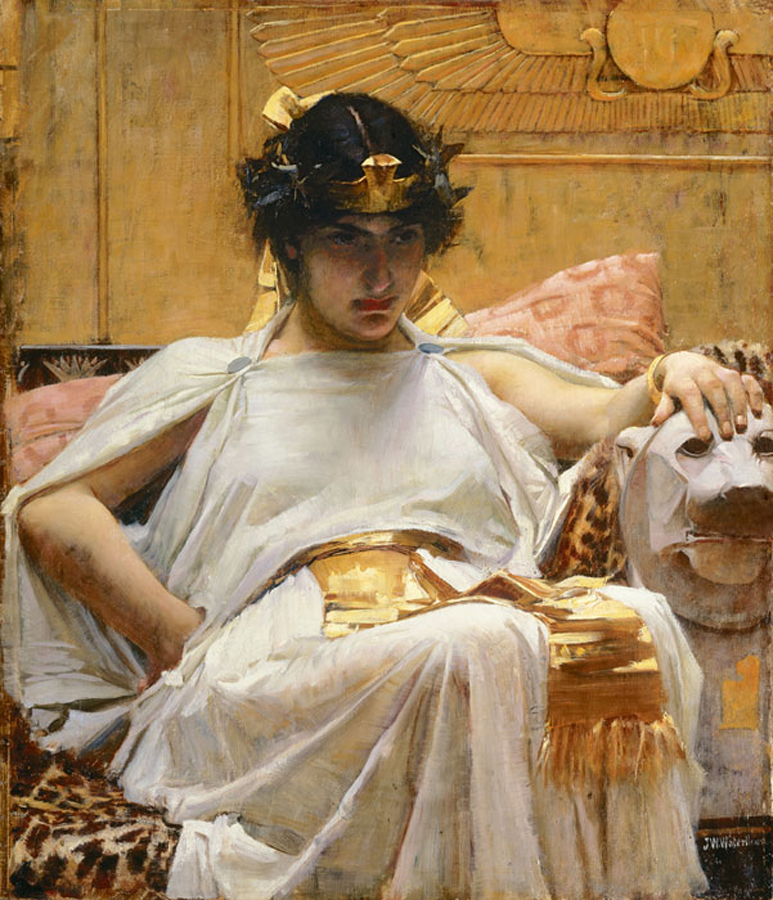
John W. Waterhouse – Kleopatra (1888)

Teatr

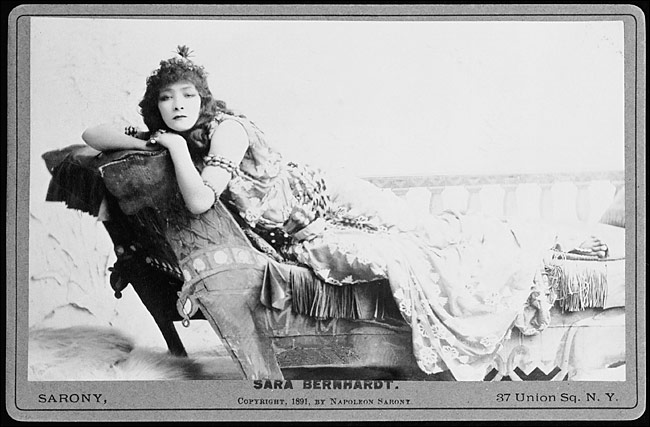
Sarah Bernhardt jako Kleopatra w 1891 roku
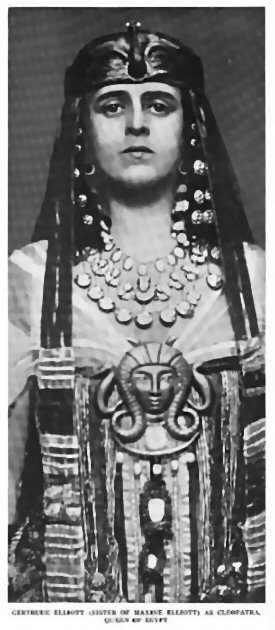
Gertrude Elliott Forbes-Robertson jako Kleopatra w 1906 roku

Film

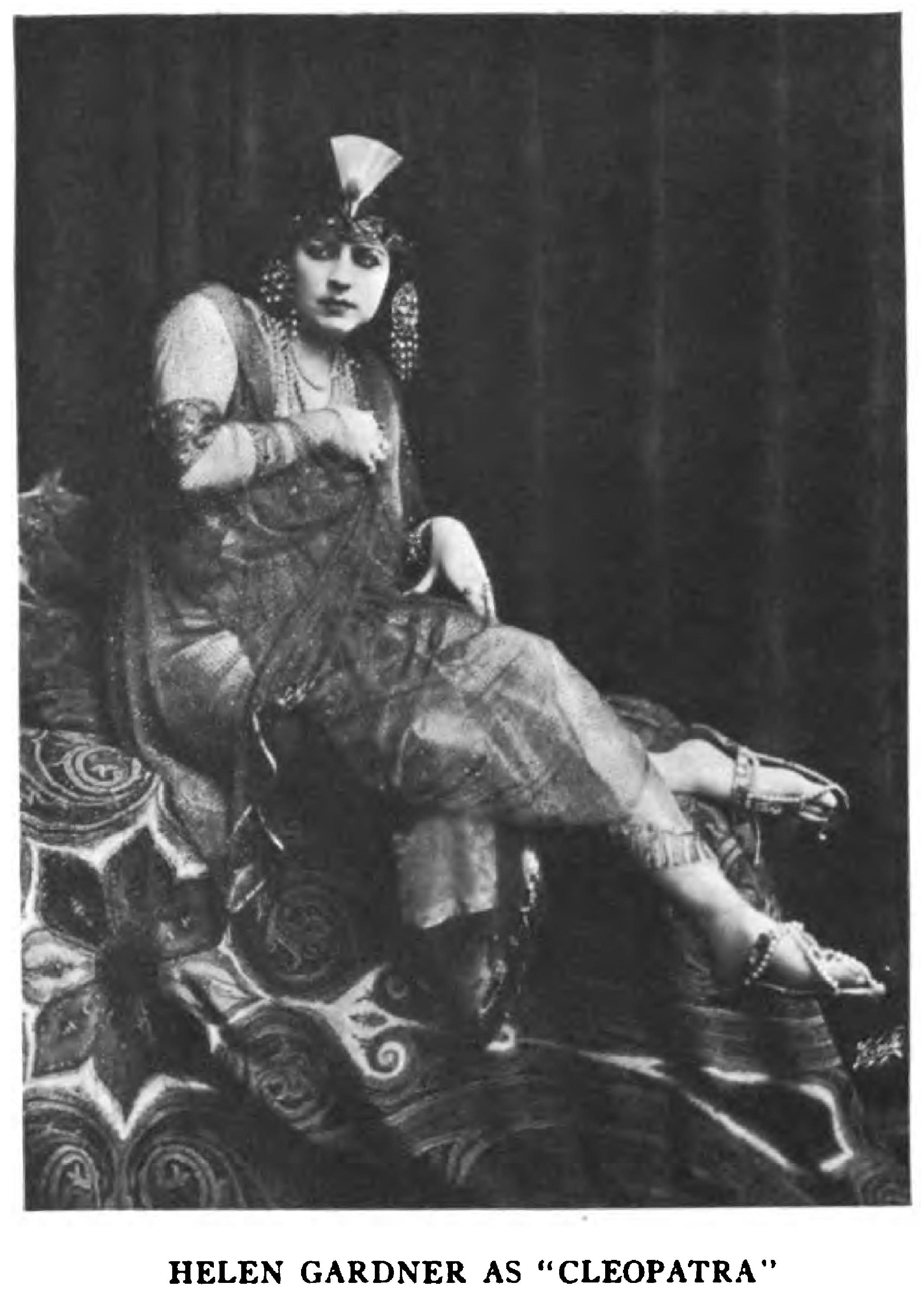
Helen Gardner jako Kleopatra w filmie o tym samym tytule z 1912 roku
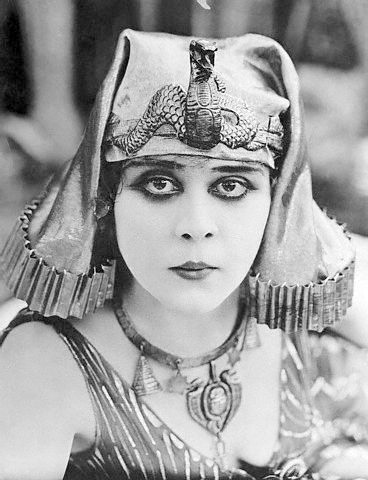
Theda Bara jako Kleopatra w filmie o tym samym tytule z 1917 roku
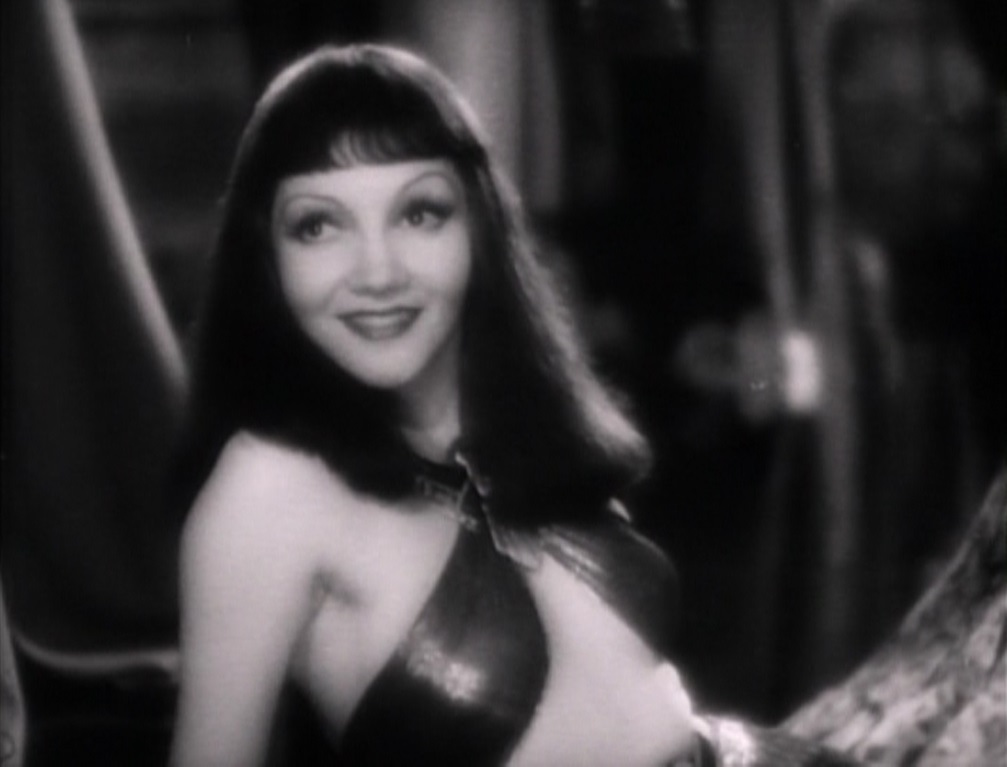
Claudette Colbert jako Kleopatra w filmie o tym samym tytule z 1934 roku
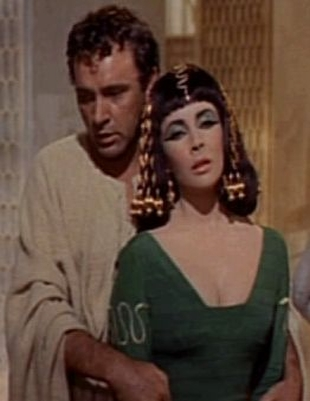
Richard Burton i Elizabeth Taylor w filmie Kleopatra z 1963 roku

Kleopatrę zagrała również Monica Bellucci w filmie Asterix i Obelix: Misja Kleopatra z 2002 roku. W filmie Asteriks i Obeliks: Imperium Smoka z 2023 roku w postać Kleopatry wcieliła się Marion Cotillard.

### Gry
Kleopatra jest przywódczynią cywilizacji Egiptu w komputerowej grze strategicznej Civilization VI z 2016 roku. Została również przedstawiona w grze Assassin's Creed: Origins.